# Ashley Delaney
Ashley Delaney (Sale, Australia, 11 de abril de 1986) es un nadador australiano especializado en pruebas de estilo espalda, donde consiguió ser subcampeón mundial en 2013 en los 4 x 100 metros estilos.

## Carrera deportiva
En el Campeonato Mundial de Natación de 2013 celebrado en Barcelona ganó la medalla de plata en los relevos de 4 x 100 metros estilos, nadando el largo de espalda con un tiempo individual de 53.55 segundos, tras Francia (oro) y por delante del equipo japonés (bronce).